# Супероксиддисмутаза-2
Супероксиддисмутаза-2 (англ. Superoxide dismutase 2) – білок, який кодується геном SOD2, розташованим у людини на короткому плечі 6-ї хромосоми. Довжина поліпептидного ланцюга білка становить 222 амінокислот, а молекулярна маса — 24 722.
| 10         |  | 20         |  | 30         |  | 40         |  | 50         |
| ---------- |  | ---------- |  | ---------- |  | ---------- |  | ---------- |
| MLSRAVCGTS |  | RQLAPALGYL |  | GSRQKHSLPD |  | LPYDYGALEP |  | HINAQIMQLH |
| HSKHHAAYVN |  | NLNVTEEKYQ |  | EALAKGDVTA |  | QIALQPALKF |  | NGGGHINHSI |
| FWTNLSPNGG |  | GEPKGELLEA |  | IKRDFGSFDK |  | FKEKLTAASV |  | GVQGSGWGWL |
| GFNKERGHLQ |  | IAACPNQDPL |  | QGTTGLIPLL |  | GIDVWEHAYY |  | LQYKNVRPDY |
| LKAIWNVINW |  | ENVTERYMAC |  | KK         |  |            |  |            |

A: Аланін

C: Цистеїн

D: Аспарагінова кислота

E: Глутамінова кислота

F: Фенілаланін

G: Гліцин

H: Гістидин

I: Ізолейцин

K: Лізин

L: Лейцин

M: Метіонін

N: Аспарагін

P: Пролін

Q: Глутамін

R: Аргінін

S: Серин

T: Треонін

V: Валін

W: Триптофан

Цей білок за функцією належить до оксидоредуктаз. 
Білок має сайт для зв'язування з іонами металів, іоном марганцю. 
Локалізований у мітохондрії.